# Шейман, Лев Аврумович
Лев Авру́мович Ше́йман (7 июня 1924, Одесса — 2 января 2005, Бишкек) — советский и киргизский литературовед, пушкинист, методист, специалист по преподаванию русской литературы в школе, этнокультуролог.
Один из основоположников методики преподавания русской литературы в киргизской школе, пушкинист, доктор педагогических наук, профессор, академик Академии педагогических и социальных наук (Москва), заслуженный учитель Киргизской Республики, член СЖ СССР, создатель и бессменный редактор журнала «Русский язык и литература в школах Кыргызстана» .

## Биография
Родился 7 июня 1924 года в Одессе. Отец — Аврум Лейбович (Абрам Львович) Шейман (1894—?), преподававший физику и математику в учебных заведениях Балты, был репрессирован в 1938 году, умер по одним данным в апреле 1938 года через три месяца после ареста, по другим — в 1943 году, посмертно реабилитирован в 1958 году. Мать — Сарра Григорьевна Шейман (1899−1976), учительница начальных классов.
В 1925 году семья переехала в г. Балту, Одесской области, где Л. Шейман окончил среднюю школу в 1941 г. Продолжительное время лечился от тяжелой болезни позвоночника.
В годы войны находился в г. Молотове (Перми), учился на ист. фил. фак-те Молотовского (ныне Пермского) университета им. Горького, который окончил в 1945 г. с отличием, получил две специальности: филолог и научный работник.
По возвращении из эвакуации учился в заочной аспирантуре Одесского университета им. Мечникова; работал внештатным лектором Одесского областного лекционного бюро, а также преподавателем-почасовиком в вузах г. Одессы. Из-за «политической ошибки» потерял работу.
С ноября 1951 г. работал в только что открывшемся Киргизском научно-исследовательском институте педагогики в городе Фрунзе; с 1956 г. заведовал сектором русского языка и литературы этого института. По совместительству с 1951 по 1952 г. — преподаватель (с 1955 г. — доцент) Киргизского заочного пединститута и заочного отделения Киргизуниверситета; с 1958 по 1977 — ответредактор журнала «Русский язык в киргизской школе» на общественных началах; с сентября 1977 г и до последних лет жизни (в течение 45 лет) — главный редактор указанного издания.
В апреле 1952 г. защитил в Ленинградском университете им. Жданова кандидатскую диссертацию «Белинский и проблемы исторического романа (тридцатые годы)».
Печатался с 1951 года. Написал около 600 научных работ. Автор программ, учебников и пособий по литературе для киргизской школы.
Автор книг: «Белинский и проблемы исторического романа (30-е годы XIX века)» (1952); «Из истории борьбы Белинского с идеалистической эстетикой (проблемы теории романа)» (1954); «А. Н. Островский в киргизской школе» (1965); «Из наблюдений над художественной системой „Слова о полку Игореве“» (1957); «Пушкин и киргизы» (1963); «Основы методики преподавания русской литературы в киргизской школе» (1981−1982); «Кыргызы, казахи и другие народы Востока в мире Пушкина. Очерки» (1996) (в соавторстве с Г. У. Соронкуловым); «Русская классическая литература (вторая половина XIX века)» (1997); «Пушкин и его современники: Восток — Запад» (в соавторстве с Г. У. Соронкуловым) (2000); «Русская литература (2-я половина XIX века)» (2006 — посмертное издание).
В апреле 1970 г. участвовал в работе III конгресса МАПРЯЛ в г. Варшаве.
Защитил докторскую диссертацию «Научные основы курса литературы в кыргызской школе» в 1994 году в Москве.
Женат с 1967 г.; жена — Варгина Суламифь Георгиевна (1935−1995), научный сотрудник Киргизского НИИ эпидемиологии, микробиологии. Детей не было.
При участии Шеймана в 1958 году вышел первый словарный минимум по русскому языку для киргизской неполной средней школы (автор словаря — Владимир Павлович Петров). Раздел словарного минимума «Характеристика человека (литературного персонажа)» получил развитие в «Тематических словарных таблицах», автором которых был Шейман.
Шейман первым предложил способ манифестации русской лексики в киргизской школе через постатейные словари, словари параллельные, лексический минимум. Теоретическое обоснование создания лексической базы для обучения русскому языку в киргизской школе тоже было сделано Шейманом. Им была предпринята первая попытка обобщения, реинтерпретации и развития, с опорой на практику педагогов-словесников Киргизии, опыта педагогов-исследователей национальных республик СССР по разработке методики учебного освоения элементарного курса русской литературы в школах с нерусскими языками обучения. Результат был представлен в пособии «О преподавании русской литературы в VIII−Х классах киргизской школы» (1958).
Опытом экспериментальной разработки новых тем и новых структурно-содержательных компонентов русскоязычного литературного курса явилось следующее учебное пособие Л. А. Шеймана — «Русская классическая литература (2-я половина XIX века)» для X класса киргизской школы (1997). В основу книги была положена концепция многофакторного развития классической русской словесно-художественной культуры.
В 1996 году Л. А. Шейман определил особенности учебных книг нового поколения в одной из статей журнала «Русский язык и литература в школах Кыргызстана»,.
В книге «Русская литература (2-я половина XIX века)» (2006) нашла выражение новая концепция учебника.
Шейманом были опубликованы и ряд работ монографического характера по методике преподавания русской литературы в киргизской школе.
Шейман — родоначальник такого направления, как учебное этнокультуроведение. Уроки, разработанные в русле идей педагогической этносимвологии, как показали опытно-экспериментальные занятия, открывали также благоприятные возможности для применения и развития методических приемов, созвучных принципам интерактивного обучения.
Шейман — зачинатель киргизской пушкинистики. Книга «Пушкин и его современники: Восток — Запад» (в соавторстве с Г. У. Соронкуловым) явилась продолжением опубликованных ранее исследований о восточных интересах Пушкина и о некоторых ориентальных мотивах в его творчестве. По мнению профессора Ю. А. Бельчикова, "книга имеет непосредственное отношение к культуре киргизского народа, к истории Киргизии, связанной с Россией глубокими историческими, социальными, а главное — культурными связями..
Шейман был создателем и бессменным (в течение более 45 лет) главным редактором научно-методического журнала «Русский язык и литература в школах Кыргызстана».
Заслуженный учитель Киргизской ССР (1970), награждён медалью А. С. Пушкина «За большие заслуги в распространении русского языка» (1999), награждён орденом «Знак почёта» (1986), орденом «Данакер» Кыргызской Республики (2003), орденом Дружбы Российской Федерации (2004), медалью «Данк» (1999).
Скончался умер 2 января 2005 года в Бишкеке, похоронен на Юго-Западном кладбище города.

## Основные труды
- Белинский и проблемы исторического романа (30-е годы века). − Л. 1952.
- Из истории борьбы Белинского с идеалистической эстетикой (проблемы теории романа). − Фрунзе, 1954.
- Из наблюдений над художественной системой «Слова о полку Игореве». − Фрунзе 1957;
- А. Н. Островский в киргизской школе: Из очерков о препод. рус. лит. в VIII-Х кл. кирг. школы. — Фрунзе, 1958. — 176 с. — (Кирг. НИИ педагогики).
- Пушкин и киргизы. Фрунзе, 1963.
- Основы методики преподавания русской литературы в киргизской школе. В 2 ч. − Фрунзе, 1981−1982.
- Кыргызы, казахи и другие народы Востока в мире Пушкина. Очерки. − Бишкек, 1996 (1997, 2004) (в соавторстве с Г. У. Соронкуловым);
- Русская классическая литература (вторая половина века). − Бишкек, 1997.
- Пушкин и его современники: Восток — Запад. − Бишкек, 2000 (В соавт.: Соронкулов Г. У.).
- Русская литература (2-я половина XIX века). − Бишкек, 2006.

### Учебники и учебные пособия
- «Русская литература» для IX (X) класса киргизской школы (1961).
- Основы методики преподавания русской литературы в киргизской школе. — Ч. I.: Подходы. Цели. Принципы. Методы. — Фрунзе: Мектеп, 1981. — 240 с.
- Основы методики преподавания русской литературы в киргизской школе. — Ч. 2: Содержание курса. Языковая база. Этнокультурные аспекты. — Фрунзе: Мектеп, 1982. — 216 с.
- Методическое руководство к учебнику «Русская литература» для IX класса киргизской школы: Пособие для учителя. − 3-е изд., перераб., доп. − Мектеп, 1984.
- Пути совершенствования учебного освоения русской литературы: Пособие для учителя. — Фрунзе: Мектеп, 1985. — 80 с.
- Русская литература: учебник для 10 класса киргизской школы. — Перераб. — Фрунзе: Мектеп, 1990. — 347 с.
- Страницы русской классики XIX века. — Часть II: Хрестоматия для 10 класса киргизской одиннадцатилетней школы / Под общей ред. Л. А. Шеймана. — Фрунзе: Мектеп, 1990. — 288 с. (В соавт.: Э. Ш. Абдулина, И. П. Карасева).
- Русская классическая литература: 2-я половина XIX в.: Учебное пособие для Х класса кыргызской школы. — Бишкек: Фонд «Сорос-Кыргызстан», 1997. — 248 с.
- Русская литература (2-я половина XIX века). — Бишкек: Билим, 2006.

### Этнокультуроведение
- Об учёте этнокультуроведческой лексики в русскоязычных курсах для нерусских учащихся // Рус. яз. в национальной школе. — 1978. − № 5. − С. 69−78.
- Комплексно-синтетический этнокультуроведческий комментарий // Шейман Л. А. Основы методики преподавания русской литературы в киргизской школе: Пособие для учителей. — Ф.: Мектеп, 1982. − С. 188−197.
- Комментирование текста // Шейман Л. А. Методическое руководство к учебнику «Русская литература» для IX класса киргизской школы: Пособие для учителя. − 3-е изд., перераб., доп. − Ф.: Мектеп, 1984. − С. 46−59.
- Этнокультурное ориентированное развитие русскоязычной читательской зрелости учащихся. − Рус.яз. и лит. в кирг. Школе. — 1986. − № 5.
- Ассоциативный словарь русской этнокультуроведческой лексики / Под. ред. Л. А. Шеймана. — Фрунзе: Мектеп, 1989. — 120 с. (В соавт.: Манликова М. Х.).

## Награды
- Орден «Данакер» (26 января 2003) — за особые заслуги перед государством и народом Кыргызстана, вклад в укрепление дружбы и межнационального согласия в республике[15].
- Медаль «Данк» (21 сентября 1999) — за заслуги в области образования республики[16].
- Орден Дружбы (18 мая 2004, Россия) — за большой вклад в развитие русской культуры и русскоязычного образования в Киргизской Республике[17].
- Орден «Знак Почёта» (1986).
- Медаль А. С. Пушкина (1999, Международная ассоциация преподавателей русского языка и литературы)[18].

## Память
Периодически проводятся Шеймановские чтения.